# Хокинс, Джонатан
Джонатан Хокинс (англ. Jonathan Hawkins; род. 1 мая 1983, Консетт, Дарем) — английский шахматист, международный мастер (2010), гроссмейстер (2014). Стал единоличным чемпионом Великобритании по шахматам 2015 года, превзойдя Дэвида Хауэлла, с которым он разделил чемпионство в 2014 году.

## Карьера
Карьера Хокинса необычна для современного игрока в шахматы, так как он был скромным игроком в детстве. Серьёзное улучшение в результатах и рейтинге — от клубного игрока до международного мастера произошло после того, как он прервал учёбу,   являясь также и жителем графства Дарем, не являющегося традиционным шахматным центром. Во время неожиданного подъёма рейтинга он написал книгу 2012 года об эндшпилях «От любителя до ММ». В ней он замечает, что "внимательное изучение эндшпиля дало наибольший скачок вперёд моей игре".
Хокинс также выиграл чемпионат Великобритании по быстрым шахматам в 2012 и 2014 годах. В 2013 году на 18-м открытом турнире Вены разделил первое место с другими шестью шахматистами. Хокинс был одним из представителей Англии на соревнованиях по быстрым шахматам турнира 2014 года в Лондоне. Его игра против Владимира Крамника запомнилась благодаря одновременным взаимным атакам на рокировавшихся королей и цугцвангу.
Хокинс получил следующие звания ФИДЕ: мастер ФИДЕ (МФ) в 2008, международный  мастер (ММ) в 2010 и гроссмейстер (ГМ) в 2014. Его повышение от ММ до гроссмейстера было отложено на два года ввиду отсутствия результатов против не английских игроков. В это время он стал игроком с одним из наиболее высоких рейтингов среди международных мастеров, превосходя большинство английских гроссмейстеров, и первым победителем чемпионата Великобритании после Майкла Хэннигана в 1993, который не являлся гроссмейстером на момент победы в турнире.
В настоящее время Хокинс является игроком и тренером, живёт в Лондоне.

## Таблица результатов
| Год  | Город               | Турнир                | + | − | = | Результат | Место       |
| ---- | ------------------- | --------------------- | - | - | - | --------- | ----------- |
|      |                     |                       |   |   |   | из        |             |
| 2010 | различные города    |                       | 6 | 0 | 5 | 8½ из 11  | [ Комм. 1 ] |
| 2011 | Шеффилд             | Чемпионат Англии 2011 | 6 | 1 | 4 | 8 из 11   | [ Комм. 2 ] |
| 2014 | Дуглас (остров Мэн) | «PokerStars IoM»      | 3 | 0 | 6 | 6 из 9    | [ Комм. 3 ] |
|      |                     |                       |   |   |   | из        |             |

## Изменения рейтинга
| Графики недоступны из-за технических проблем. См. информацию на Фабрикаторе и на mediawiki.org. |

## Книги
- Amateur to IM: Proven Ideas and Training Methods, 2012, ISBN 9781936277407

## Комментарии
1. ↑   1-я норма гроссмейстера
2. ↑  2-я норма гроссмейстера
3. ↑  3-я норма гроссмейстера